# Старцева, Олеся Игоревна
Олеся Игоревна Старцева (род. 22 ноября 1972) — российский ученый, пластический хирург, микрохирург, врач-онколог, доктор медицинских наук, профессор. Эксперт онкопластической хирургии и реконструктивно-восстановительной микрохирургии молочной железы. Ученица известного академика Николая Олеговича Миланова. Стояла у истоков развития и популяризации трансплантации перфорантных микрохиругических лоскутов для реконструкции молочной железы и фаллопластики в России и странах СНГ. Разработала трехмерный биосовместимого матрикса для задач реконструктивной хирургии. Известный популяризатор техники микрохирургии. Член диссертационного совета по онкологии и пластической хирургии Сеченовского Университета, Хирургической секции ВАК.

## Биография
В 1997 году с отличием окончила Московскую Медицинскую Академию им. И.М. Сеченова (факультет подготовки научных и научно-педагогических кадров). С 1997 по1999 гг. прошла обучение в рамках клинической ординатуры на базах РНЦХ имени акад. Б.В. Петровского РАМН: в отделе восстановительной микрохирургии и отделениях общей хирургии ГКБ№20. 
С 1999 по 2002 гг. обучалась в очной академической аспирантуре в отделе восстановительной микрохирургии РНЦХ РАМН. В 2002 году защитила кандидатскую диссертацию по специальности «Хирургия» на тему: «Возможности префабрикации сложно-составных микрохирургических аутотрансплантатов на основе большого сальника в эксперименте».
С 2003 по 2012 гг. работала в отделе восстановительной хирургии и микрохирургии, в отделении микрохирургической аутотрансплантации тканей РНЦХ имени акад. Б.В. Петровского РАМН последовательно в качестве научного сотрудника, старшего научного сотрудника, ведущего научного сотрудника. 
Ученица академика Николая Миланова. 
В 2010 г. защитила докторскую диссертацию по специальности «Хирургия» на тему: «Повторные операции в пластической эстетической хирургии».
С 2011 года профессор кафедры пластической хирургии ФГАОУ ВО Первый МГМУ им. И.М. Сеченова Минздрава России (Сеченовский Университет), c 2018 года – профессор кафедры онкологии, радиотерапии и пластической хирургии. 
С 2013 г. по 2018 г. являлась заведующей НИО Пластической хирургии научно-технологический парк Биомедицины. С 2019 г. Профессор РНЦХ Им. Б.В. Петровского РАМН.

## Научная деятельность
Сферы научно-практических интересов: развитие методов микрохирургической аутотрансплантации тканей в различных областях хирургии: урология, челюстно-лицевая хирургия.
Автор более 300 научных публикаций, которые посвящены различным вопросам пластической реконструктивной и эстетической хирургии, микрохирургической аутотрансплантации тканей. Является соавтором 2 монографий «Хирургическое лечение транссексуализма», «Ультразвуковое исследование гелевых имплантатов молочной железы и мягких тканей», имеет 2 патента на изобретение.
Действующий исполнительный руководитель академической школы онкопластической хирургии молочной железы, которая объединяет онкологов и пластических хирургов и диагностов России.
Член редколлегии двух журналов, входящих в базу данных Scopus: «Пластическая хирургия и эстетическая хирургия», «Голова и шея».
Действующий научный руководитель Ассоциации молодых ученых Национального Общества Реконструктивной Микрохирургии. Руководитель экспертного совета по реконструктивной микрохирургии молочной железы Национального Общества Реконструктивной Микрохирургии.
Организатор ежегодной научной конференции памяти академика Н.О.Миланова "Пластическая хирургия в России. Актуальные вопросы микрохирургии".

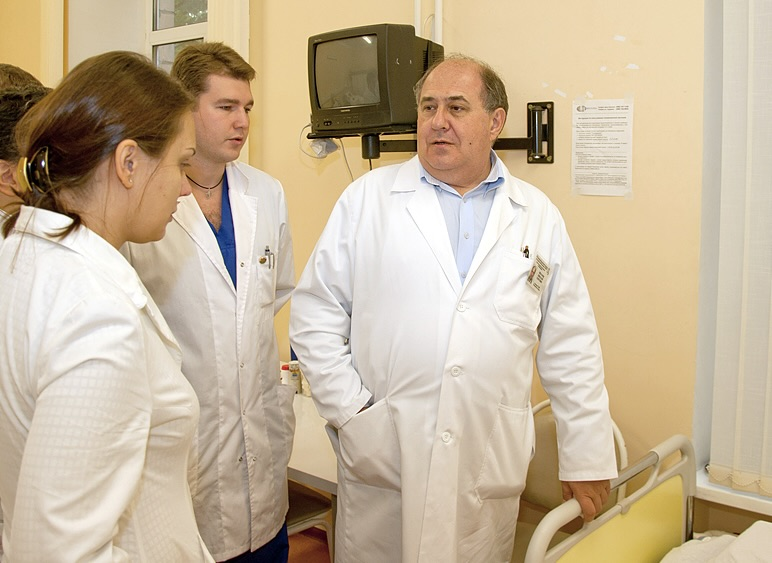
Миланов Николай Олегович и Старцева Олеся Игоревна на обходе в РНЦХ имени акад. Б.В. Петровского РАМН

## Направления практической деятельности
- Микрохирургическая реконструкция молочной железы с применением DIEAP, TD лоскутов.
- Онкопластическая хирургия молочной железы (все виды оперативных вмешательств на молочной железе).
- Хирургическое лечение транссексуализма, микрохиругическая фаллопластика.
- Урогенитальная реконструкция и интимная пластика.
- Контурная пластика тела.
- Коррекция возрастных изменений лица